# Bredtörel
Bredtörel (Euphorbia platyphyllos) är en törelväxtart som beskrevs av Carl von Linné. Enligt Catalogue of Life ingår Bredtörel i släktet törlar och familjen törelväxter, men enligt Dyntaxa är tillhörigheten istället släktet törlar och familjen törelväxter. Arten förekommer tillfälligt i Sverige, men reproducerar sig inte.

## Underarter
Arten delas in i följande underarter:
- E. p. literata
- E. p. platyphyllos

## Bildgalleri

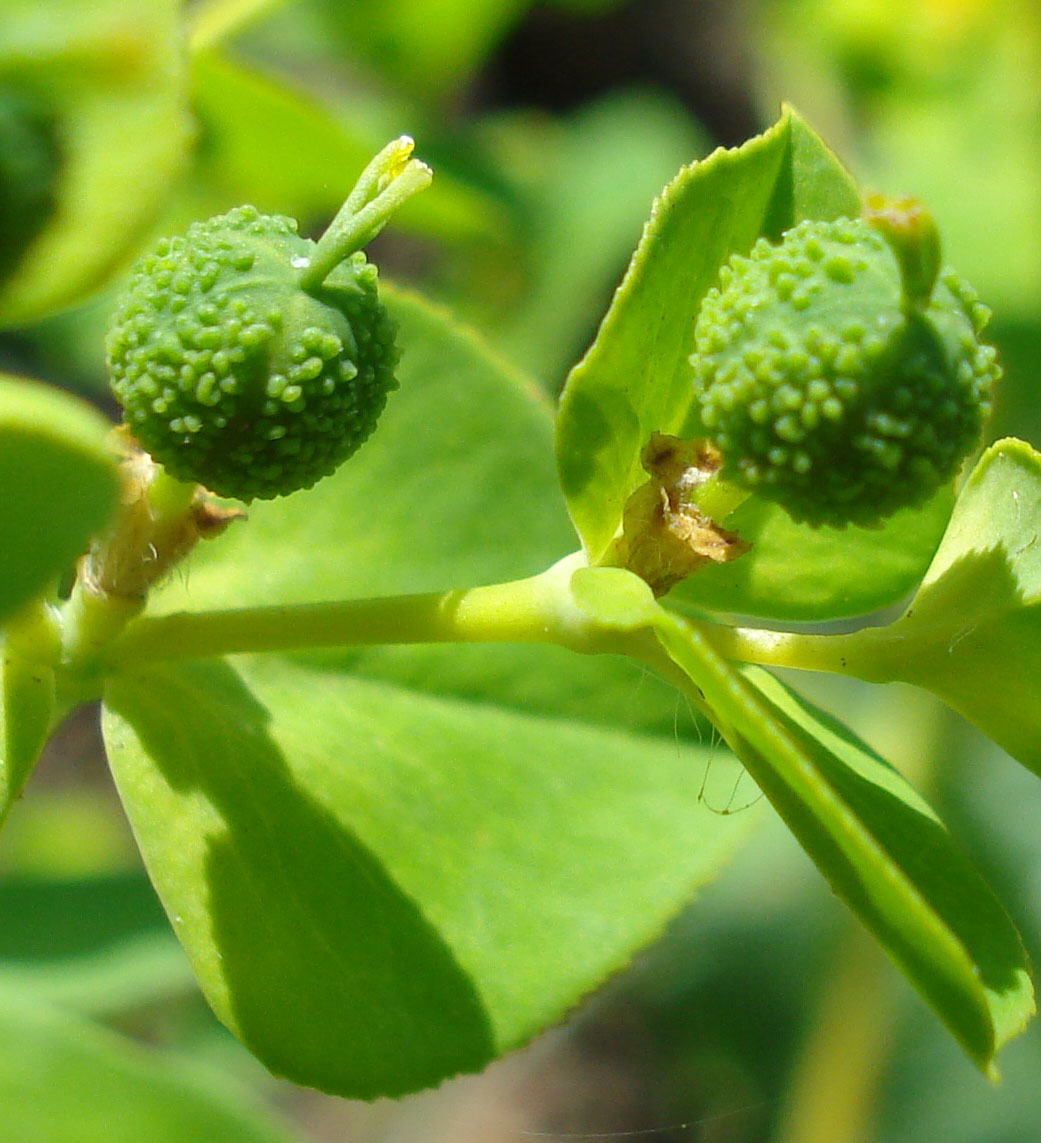
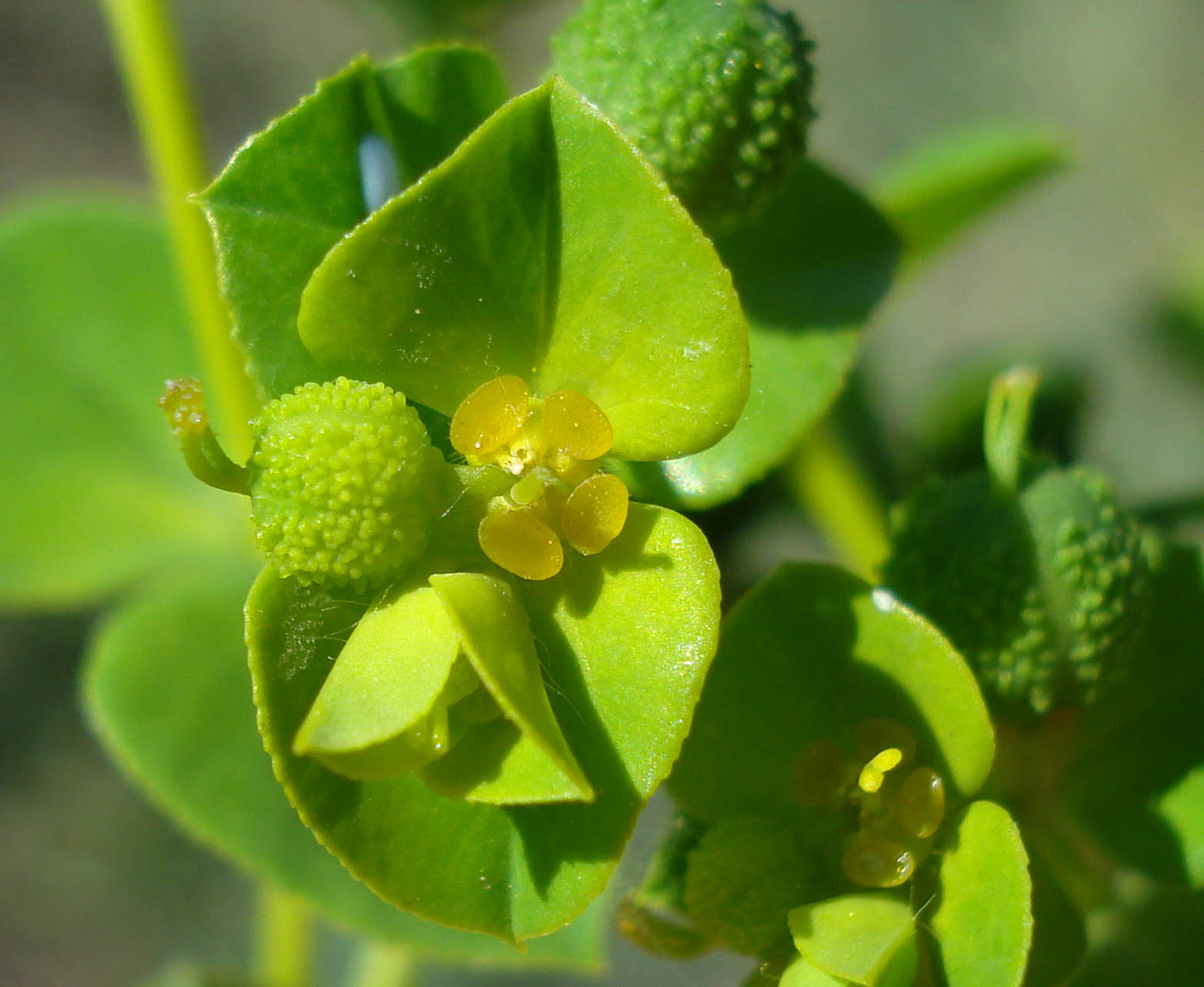